# Marnaves
Marnaves – miejscowość i gmina we Francji, w regionie Oksytania, w departamencie Tarn.
Według danych na rok 1990 gminę zamieszkiwały 74 osoby, a gęstość zaludnienia wynosiła 7 osób/km² (wśród 3020 gmin regionu Midi-Pireneje Marnaves plasuje się na 989. miejscu pod względem liczby ludności, natomiast pod względem powierzchni na miejscu 1046.).